# Clara Polscher
Clara Polscher was een Duitse mezzosopraan. Ze maakte enige furore aan het eind van de 19e eeuw. Ze was afkomstig uit Leipzig.
Ze zong voornamelijk in Duitsland (Leipzig, Baden-Baden, Magdeburg, München), maar er zijn ook optredens bekend in Innsbrück en Kopenhagen. Ze trad bijvoorbeeld op tijdens het oprichtingsfeest van de Griegvereniging in Leipzig op 17 mei 1892. Ze zong toen liederen van Borghild Holmsen, Christian Sinding en Edward Grieg, waarschijnlijk met Borghild Holmsen achter de piano. In januari 1894 was ze te vinden in Noorwegen. Ondertussen had ze een concertreis gemaakt met Gisela Gulyas.
Ze gaf ook les, de van oorsprong Schotse zangeres Elizabeth Carrick had lessen bij haar gevolgd.
Herman Hutter droeg zijn Drie Gesänge für eine Frauenstimme nach Gedichten von W. Hertz uit omstreeks 1892 aan haar op.
Voorbeelden van concerten:
- 10 november 1892: Concertgebouw, Amsterdam; ze zong aria van Wolfgang Amadeus Mozart uit Le nozze di Figaro;
- 27 januari 1894: concertzaal Brødrene Hals, Oslo; ze zong liederen van Robert Schumann, Ignaz Umlauf, Johannes Brahms, Edvard Grieg met Martin Ursin achter de piano; diezelfde avond trad ook Agathe Backer-Grøndahl op.